# Guer
Guer (in bretone: Gwern-Porc'hoed) è un comune francese di 6 443 abitanti situato nel dipartimento del Morbihan nella regione della Bretagna. Vi è nato lo scrittore Dan Ar Wern.
Il territorio comunale è bagnato dalle acque del fiume Aff.
È gemellato col comune di Gravedona ed Uniti (CO) in Italia.

## Storia

### Simboli
Era il blasone dei signori di Guer.

## Società

### Evoluzione demografica
Abitanti censiti